# 何塞·贝拉斯克斯
何塞·贝拉斯克斯（西班牙語：José Velázquez，1923年8月12日—1959年），墨西哥男子足球运动员，司职前锋。他曾代表墨西哥国家队参加1950年国际足联世界杯，结果队伍止步小组赛阶段。